# فیرتکس جیم
فیرتکس جیم (انگلیسی: Fairtex Gym) شرکت تجهیزات ورزشی تایلندی است، که در سال ۱۹۵۸ توسط فیلیپ وانگ تأسیس شد.